# Choi Dae-shik
Choi Dae-shik (ur. 10 stycznia 1965, zm. 27 marca 2024) – były południowokoreański piłkarz występujący na pozycji pomocnika.

## Kariera klubowa
Choi karierę rozpoczynał w 1985 roku w drużynie z Korea University. W 1988 roku trafił do klubu Daewoo Royals. W ciągu dwóch sezonów rozegrał tam 23 spotkania. W 1990 roku odszedł do Lucky-Goldstar Hwangso. W tym samym roku zdobył z nim mistrzostwo Korei Południowej. W 1991 roku Lucky-Goldstar Hwangso zmienił nazwę na LG Cheetahs. W 1993 roku Choi wywalczył z zespołem wicemistrzostwo Korei Południowej. W LG Cheetahs grał przez sześć sezonów. W jego barwach zagrał łącznie 151 razy i strzelił 7 bramek.
W 1996 roku Choi przeniósł się do japońskiego klubu Oita Trinity. W 1999 roku zmienił on nazwę na Oita Trinita. W tym samym roku Choi zakończył karierę.

## Kariera reprezentacyjna
W reprezentacji Korei Południowej Choi zadebiutował w 1991 roku. W 1994 roku został powołany do kadry na Mistrzostwa Świata. Nie zagrał jednak na nich ani razu. Z tamtego turnieju Korea Południowa odpadła po fazie grupowej. W latach 1991–1995 w drużynie narodowej Choi rozegrał w sumie 15 spotkań.